# Khutag-Öndör
Khutag-Öndör (tiếng Mông Cổ: Хутаг-Өндөр) là một sum của tỉnh Bulgan ở miền bắc Mông Cổ. Vào năm 2009, dân số của sum là 4.591 người.

## Địa lý
Sum có diện tích khoảng 5100 km2. Trung tâm sum, Khutag, nằm cách tỉnh lỵ Bulgan 150 km và thủ đô Ulaanbaatar 470 km.

### Khí hậu
Khutag-Öndör có khí hậu lục địa ẩm (phân loại khí hậu Köppen Dwb) với mùa hè ấm áp và mùa đông rất lạnh giá. Hầu hết lượng mưa rơi vào mùa hè, với một lượng tuyết rơi vào các tháng liền kề của tháng Năm và tháng Chín. Mùa đông rất khô.
| Dữ liệu khí hậu của Khutag-Öndör         | Dữ liệu khí hậu của Khutag-Öndör | Dữ liệu khí hậu của Khutag-Öndör | Dữ liệu khí hậu của Khutag-Öndör | Dữ liệu khí hậu của Khutag-Öndör | Dữ liệu khí hậu của Khutag-Öndör | Dữ liệu khí hậu của Khutag-Öndör | Dữ liệu khí hậu của Khutag-Öndör | Dữ liệu khí hậu của Khutag-Öndör | Dữ liệu khí hậu của Khutag-Öndör | Dữ liệu khí hậu của Khutag-Öndör | Dữ liệu khí hậu của Khutag-Öndör | Dữ liệu khí hậu của Khutag-Öndör | Dữ liệu khí hậu của Khutag-Öndör |
| Tháng                                    | 1                                | 2                                | 3                                | 4                                | 5                                | 6                                | 7                                | 8                                | 9                                | 10                               | 11                               | 12                               | Năm                              |
| ---------------------------------------- | -------------------------------- | -------------------------------- | -------------------------------- | -------------------------------- | -------------------------------- | -------------------------------- | -------------------------------- | -------------------------------- | -------------------------------- | -------------------------------- | -------------------------------- | -------------------------------- | -------------------------------- |
| Cao kỉ lục °C (°F)                       | 7.4 (45.3)                       | 9.8 (49.6)                       | 19.5 (67.1)                      | 30.0 (86.0)                      | 35.2 (95.4)                      | 36.9 (98.4)                      | 40.5 (104.9)                     | 35.5 (95.9)                      | 29.5 (85.1)                      | 26.4 (79.5)                      | 13.9 (57.0)                      | 13.3 (55.9)                      | 40.5 (104.9)                     |
| Trung bình ngày tối đa °C (°F)           | −15.6 (3.9)                      | −9.7 (14.5)                      | 2.3 (36.1)                       | 12.0 (53.6)                      | 20.2 (68.4)                      | 24.5 (76.1)                      | 24.7 (76.5)                      | 23.1 (73.6)                      | 17.8 (64.0)                      | 9.1 (48.4)                       | −3.4 (25.9)                      | −13.2 (8.2)                      | 7.6 (45.8)                       |
| Trung bình ngày °C (°F)                  | −23.8 (−10.8)                    | −19.4 (−2.9)                     | −7.1 (19.2)                      | 3.0 (37.4)                       | 11.2 (52.2)                      | 16.1 (61.0)                      | 17.4 (63.3)                      | 15.4 (59.7)                      | 8.8 (47.8)                       | -0.0 (32.0)                      | −11.2 (11.8)                     | −20.4 (−4.7)                     | −0.8 (30.5)                      |
| Tối thiểu trung bình ngày °C (°F)        | −29.8 (−21.6)                    | −27.0 (−16.6)                    | −15.0 (5.0)                      | −5.0 (23.0)                      | 2.5 (36.5)                       | 8.5 (47.3)                       | 11.4 (52.5)                      | 9.2 (48.6)                       | 2.2 (36.0)                       | −6.7 (19.9)                      | −17.6 (0.3)                      | −26.4 (−15.5)                    | −7.8 (18.0)                      |
| Thấp kỉ lục °C (°F)                      | −46.2 (−51.2)                    | −44.3 (−47.7)                    | −35.5 (−31.9)                    | −22.1 (−7.8)                     | −11.5 (11.3)                     | −3.8 (25.2)                      | 0.4 (32.7)                       | −2.1 (28.2)                      | −9.6 (14.7)                      | −22.3 (−8.1)                     | −36.4 (−33.5)                    | −41.5 (−42.7)                    | −46.2 (−51.2)                    |
| Lượng Giáng thủy trung bình mm (inches)  | 1.9 (0.07)                       | 2.2 (0.09)                       | 3.0 (0.12)                       | 8.6 (0.34)                       | 22.5 (0.89)                      | 53.0 (2.09)                      | 103.3 (4.07)                     | 88.2 (3.47)                      | 35.4 (1.39)                      | 12.0 (0.47)                      | 3.8 (0.15)                       | 2.6 (0.10)                       | 336.5 (13.25)                    |
| Số ngày giáng thủy trung bình (≥ 1.0 mm) | 0.7                              | 0.5                              | 0.9                              | 2.3                              | 3.5                              | 7.8                              | 10.9                             | 10.2                             | 5.2                              | 2.7                              | 1.2                              | 0.9                              | 46.8                             |
| Số giờ nắng trung bình tháng             | 183.2                            | 203.7                            | 255.3                            | 249.9                            | 291.2                            | 283.7                            | 263.0                            | 261.7                            | 245.8                            | 222.0                            | 173.2                            | 157.4                            | 2.790,1                          |
| Nguồn: NOAA (1973-1990)                  |                                  |                                  |                                  |                                  |                                  |                                  |                                  |                                  |                                  |                                  |                                  |                                  |                                  |

## Kinh tế
Sum phát triển ngành dịch vụ, có một trường học và bệnh viện.